# Municipio de Benton (condado de Crawford)
El municipio de Benton (en inglés: Benton Township) es un municipio ubicado en el condado de Crawford en el estado estadounidense de Misuri. En el año 2010 tenía una población de 6283 habitantes y una densidad de población de 49,34 personas por km².

## Geografía
El municipio de Benton se encuentra ubicado en las coordenadas 38°5′7″N 91°21′22″O / 38.08528, -91.35611. Según la Oficina del Censo de los Estados Unidos, el municipio tiene una superficie total de 127.35 km², de la cual 126.99 km² corresponden a tierra firme y (0.28%) 0.35 km² es agua.

## Demografía
Según el censo de 2010, había 6283 personas residiendo en el municipio de Benton. La densidad de población era de 49,34 hab./km². De los 6283 habitantes, el municipio de Benton estaba compuesto por el 96.45% blancos, el 0.16% eran afroamericanos, el 0.6% eran amerindios, el 0.24% eran asiáticos, el 0.03% eran isleños del Pacífico, el 1.08% eran de otras razas y el 1.43% pertenecían a dos o más razas. Del total de la población el 2.45% eran hispanos o latinos de cualquier raza.